# 书记 (纪录片)
《书记》（英語：The Transition Period），是中国大陆导演周浩的一部纪录片，记述了中国河南省固始县委书记郭永昌在离任前3个月内发生的故事。该片于2009年获得华语纪录片节最佳纪录片奖。

## 剧情
该片通过摄影机零距离记叙了一位县委书记在办公室、聚餐、KTV的工作和生活场景。包含当地招商引资、处理社会矛盾等日常工作内容。

## 主角
片中主角郭永昌，在1998年至2008年间，担任漯河市汇源区区长、区委书记及固始县县委书记。

### 后续
2010年5月，郭永昌因犯受贿罪被判处有期徒刑七年，2014年12月27日，获得两次减刑的郭永昌刑满出狱。

## 花絮
- 在双方约定好拍摄后，郭永昌曾给周浩打电话称：“我要调走了，你还不来拍吗？”[1]

- 在郭永昌进了监狱后，导演周浩对纪录片进行了重新剪辑，将郭永昌指示助手疑似退还受贿款的录音加了进去[6]。

## 评论
- 中国艺术研究院电影电视艺术研究所副研究员张慧瑜认为，在政治决策的欠缺透明化等背景下，拍摄本身已属难得，因此本片具有社会学和政治学的价值[7]。

- 长春市作家协会会员认为李曼侨，该片填补了21世纪以来中国官场生态记录的空白[4]。